# 1175

## Události
- Glasgow ve Skotsku získává status města

## Narození
- Jolanda Flanderská, namurská markraběnka, císařovna a regentka Latinského císařství († 1219)
- Markéta Uherská, byzantská císařovna, soluňská královna a sestra české královny Konstancie († po 1223)

## Hlavy států
- České knížectví – Soběslav II.
- Svatá říše římská – Fridrich I. Barbarossa
- Papež – Alexandr III.
- Anglické království – Jindřich II. Plantagenet
- Francouzské království – Ludvík VII.
- Polské knížectví – Měšek III. Starý
- Uherské království – Béla III.
- Sicilské království – Vilém II. Dobrý
- Kastilské království – Alfonso VIII. Kastilský
- Rakouské vévodství – Jindřich II. Jasomirgott
- Skotské království – Vilém Lev
- Byzantská říše – Manuel I. Komnenos